# ホウシャナメラ
ホウシャナメラ（Coelognathus radiatus）は、有鱗目ナミヘビ科アギトナメラ属に分類されるヘビ。

## 分布
インド北東部、インドネシア（スマトラ島、バンカ島、スマトラ島）、カンボジア、シンガポール、タイ、中国南部、ベトナム、マレーシア、ミャンマー、ラオス

## 形態
全長は100-200cmで、最大は230cmほどになる。体鱗のキールは弱い。体色は灰褐色もしくは黄褐色を基調として、体側に二対四本の太い縦条がある。シマヘビと似た印象はあるが、本種の虹彩は黄色である。（シマヘビの虹彩は赤色）種小名のradiatusは「放射状の」の意味であり、眼を中心に3～4本の黒色線が放射状に走ることに由来し、和名も同義である。

## 生態
森林や草原、農地、人家付近にもよく出現する。木にも登るが、地表で見かけることが多い。外敵に会うと、首を縦に大きく広げて、S字に身体をくねらせて威嚇する。
食性は動物食で、ネズミや小鳥、トカゲ、カエルなどの小型脊椎動物を捕食する。
繁殖形態は卵生で、4-7月に1回に6-15個の卵を数回に分けて産む。

## 人間との関係
本種は肉が美味であるため、中国の広東料理では、五蛇のひとつに数えて、蛇スープなどの食材としている。中国語では「三索線」または「三索錦蛇」と称する。
ペットとして飼育されることもあり、日本にも輸入されていた。2005年に外来生物法によりタイワンスジオが特定外来生物に指定されたことにより、外見が似ており、系統的にも近縁とされる本種も種類名証明書の添付が必要な生物に指定された。本種は丈夫であるため、飼育も比較的容易である。但し、性格は神経質で気が荒く、ケージごしでも威嚇し体当たりを繰り返す等やや扱いづらい。